# エマヌエラ (歌手)
エマヌエラ（ブルガリア語:Емануела / Emanuela）は、ブルガリア出身のポップ・フォーク歌手である。

## アルバム
- Запознай я с мен（Zapoznay Ya S Men、2008年[1]）

## 人物
ストリップ・ダンサーであったとか、コール・ガールであったとか、裕福な外国人の愛人であるといった噂が度々流れる、スキャンダラスな人物として認識されているが、本人はこうした噂を否定している。2008年の夏にはアラを離脱してパイネルに移籍するとの噂が流れたが、後に撤回された。